# Kino „Ton” (Białystok)
Kino „Ton” − kino w Białymstoku na Rynku T. Kościuszki.

## Historia
Kino mieści się w zabytkowym budynku z XVIII wieku. Jan Klemens Branicki ufundował murowany szpital parafialny. W budynku funkcjonowały kaplica i szkoła. Budynek zmieniał swoje funkcje. Miało w nim swoją siedzibę Białostockie Towarzystwo Dobroczynności, następnie hotel, drukarnia Huppertca, Dom Katolicki, kino, teatr. Po II wojnie światowej, w siedzibie Wydziału do Spraw Doraźnych skazywano żołnierzy podziemia niepodległościowego.
Od 2021 roku w kinie działa Klub Sztuki Filmowej i Teatralnej. Opiekę sprawuje Kino Ton sp. z o.o. (Fundacja w Dobrym Tonie).

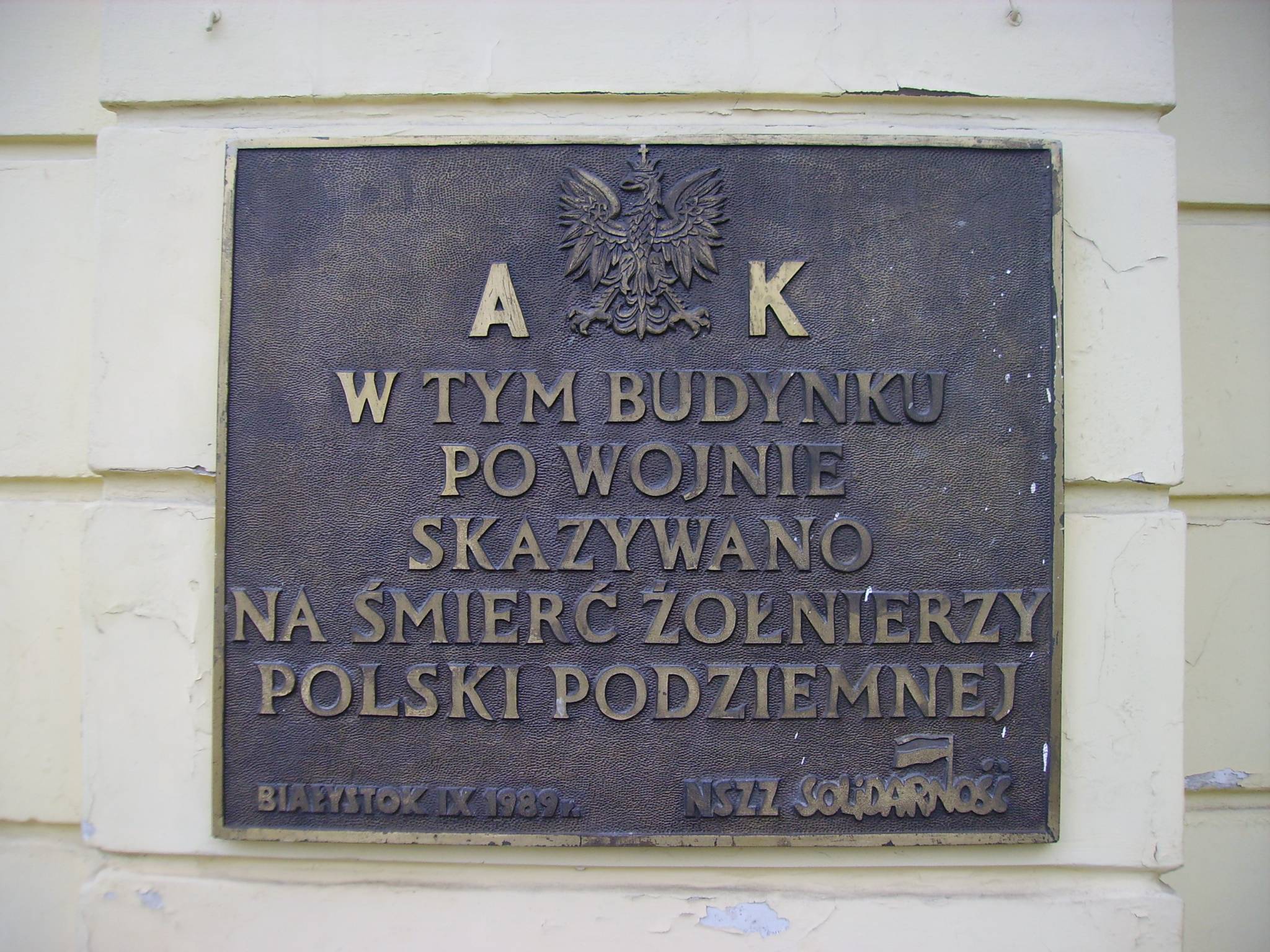
Tablica pamiątkowa